# Louis Freeh
Louis Freeh, né le 6 janvier 1950 à Jersey City dans le New Jersey, a été le cinquième directeur du Federal Bureau of Investigation (FBI) de septembre 1993 à juin 2001. Sous sa direction, le FBI enquête sur de nombreuses affaires majeures de l'histoire des États-Unis comme le Ruby Ridge, le siège de Waco, le vol TWA 800, l'attentat du parc du Centenaire, Unabomber ou encore l'affaire d'espionnage de Robert Hanssen.
Il est l'auteur du Rapport Freeh sur le scandale des agressions sexuelles de l'université d'État de Pennsylvanie.
Depuis fin 2001, on notera enfin que le nom de Louis Freeh n’a plus jamais fait partie d’aucune organisation gouvernementale aux États-Unis.